# Rangliste des deutschen Fußballs

Logo der Kicker-Rangliste

Die Rangliste des deutschen Fußballs, meist kurz als kicker-Rangliste bezeichnet, ist eine Bewertung von Fußballspielern der deutschen Bundesliga, die vom kicker-Sportmagazin durchgeführt wird. Im Januar 1956 wurde erstmals eine Rangliste erstellt und veröffentlicht, seitdem gibt es (mit wenigen Ausnahmen) jeweils halbjährlich in der Sommer- und in der Winterpause der Saison eine neue Ausgabe der traditionsreichen Rangliste.
Die Redaktion des kicker bewertet dabei alle Spieler der Bundesliga und deutsche Spieler, die im Ausland aktiv sind. Die Spieler mit den nach kicker-Maßstäben besten Leistungen im vergangenen Halbjahr werden getrennt nach den jeweiligen Spielerpositionen (z. B. Torhüter, Innenverteidiger, Stürmer etc.) in die drei Kategorien Weltklasse, Internationale Klasse und Nationale Klasse eingestuft. Im Laufe der Jahrzehnte wurden die Positionskategorien immer wieder verändert und an die Entwicklung der Spielsysteme angepasst.
Besonders gute Leistungen werden mit der Kategorie Weltklasse bewertet. Insgesamt wurden in der Geschichte der Rangliste 115 verschiedene Spieler in diese Kategorie eingeordnet, am häufigsten war dies Franz Beckenbauer (27-mal). Die meisten Weltklasse-Leistungen lieferten Spieler im Trikot des FC Bayern München ab (143-mal).

## Modus
Die Spieler werden seit der Rangliste Winter 2020/21 in die drei Kategorien Weltklasse, Internationale Klasse und Nationale Klasse eingestuft. Innerhalb der Kategorien findet eine leistungsabhängige Platzierung der Spieler in einer Rangfolge statt. Bis 2020 wurde die Nationale Klasse als Im Weiteren Kreis bezeichnet und darunter gab es die Kategorie Blickfeld. In dieser vierten Kategorie (Immer noch oder schon im) Blickfeld waren die Namen der Spieler in alphabetischer Reihenfolge gelistet.
Es werden darüber hinaus auch Spieler der 2. Bundesliga und 3. Liga aufgeführt, die in die Kategorien Herausragend und Auffällig unterteilt werden. Bis 2020 wurde die zweite Kategorie ebenfalls als Blickfeld bezeichnet.
Die Ranglisten erscheinen jeweils im Sommer und in der Winterpause der Saison. Seit jeher gilt für die Einstufungen, die die kicker-Redaktion halbjährlich in einer großen Diskussionsrunde festlegt, dass nicht die grundsätzlich vorhandenen Qualitäten eines Spielers bewertet werden, sondern ausschließlich wie gut und konstant die Spieler ihre Fähigkeiten im vergangenen Halbjahr abgerufen haben. Dabei zählen neben den Bundesligaspielen auch die Leistungen in den Partien in der UEFA Champions League, der UEFA Europa League und im DFB-Pokal sowie die im gleichen Zeitraum absolvierten Länderspiele mit der jeweiligen Nationalmannschaft. Voraussetzung ist ferner, dass der Spieler mindestens die Hälfte der Pflichtspiele in dieser Zeit absolviert hat, so dass z. B. verletzte Spieler nicht berücksichtigt werden.
Aktuell werden die Spieler auf den Positionen Torhüter, Innenverteidiger, Außenbahn defensiv, Außenbahn offensiv, Mittelfeld defensiv, Mittelfeld offensiv und Stürmer beurteilt.
Zudem gibt es eine eigene Kategorie Deutsche im Ausland; in dieser Rubrik ist die Reihenfolge allerdings nicht leistungsabhängig, sondern nach Positionen von Torhüter bis Stürmer geordnet. Nach größeren Turnieren wie Welt- und Europameisterschaften wurden die dort teilnehmenden Legionäre in der Vergangenheit auch zwischen den Bundesliga-Spielern in den übrigen Kategorien eingeordnet. Seit Januar 2018 wird in dieser Kategorie unterschieden zwischen der Spitzenklasse (Premier League, Primera División, Ligue 1, Serie A) mit den üblichen Einstufungen von Weltklasse bis Nationale Klasse sowie der Mittelklasse (andere ausländische Ligen), die analog zu der deutschen 2. und 3. Liga lediglich die Einstufungen Herausragend und Auffällig beinhaltet. Im Januar 2021 wurde die Rubrik Neu auf dem Radar eingeführt.

## Geschichte
Am 2. Januar 1956 erschien im kicker erstmals eine Rangliste des deutschen Fußballs, die die Leistungen der deutschen Spieler im gesamten Jahr 1955 bewertete und einschätzte. In den folgenden Ranglisten waren dann – mit wenigen ganzjährigen Ausnahmen – jeweils die Leistungen der vergangenen sechs Monate entscheidend. Ein Grund für die Einführung einer solchen Rangliste war, dass die Stars der deutschen Weltmeistermannschaft von 1954 verteilt in den regionalen Oberligen spielten und es noch keine regelmäßigen Fernsehübertragungen gab, so dass die Zuschauer meist auf das Verfolgen der jeweiligen regionalen Liga beschränkt waren. Um den Fußballanhängern einen Überblick über den gesamten deutschen Fußball zu liefern, nutzte der kicker seine deutschlandweit verteilten Reporter und hob die Rangliste des deutschen Fußballs aus der Taufe.
In der Zeit von 1955 bis 1966 wurden die Spieler getreu den Positionen des sogenannten WM-Systems eingeteilt. Neben dem Torhüter gab es in der Defensive die Verteidiger und den Mittelläufer (bzw. Stopper), im Mittelfeld die Außenläufer und in der Offensive Halb-, Außen- und Mittelstürmer. Zunächst wurden ausschließlich deutsche Spieler berücksichtigt, die auch in Deutschland aktiv waren. Im Ausland spielende Deutsche wurden nur nach großen Turnieren wie Welt- und Europameisterschaften in die Rangliste aufgenommen. Am häufigsten als Weltklasse ausgezeichnete Spieler in den 1950er Jahren waren Horst Szymaniak, Erich Juskowiak, Helmut Rahn und Uwe Seeler; auch die zwei Weltmeister Fritz Walter und Horst Eckel sowie Torhüter Fritz Herkenrath gehörten zu den häufig berücksichtigten Spielern. Die meisten Weltklasse-Spieler des Jahrzehnts hatte der Wuppertaler SV in seinen Reihen. Insgesamt die meisten Einstufungen konnten der 1. FC Köln, Borussia Dortmund und der Hamburger SV aufweisen. Der 1. FC Kaiserslautern und Rot-Weiss Essen gehörten ebenso zu den Dauergästen der Rangliste in der Anfangszeit.
In den 1960er Jahren und insbesondere nach der Gründung der Fußball-Bundesliga im Jahr 1963 war Franz Beckenbauer mit elf Weltklasse-Einstufungen der Top-Spieler vor Uwe Seeler. Ebenfalls erfolgreich waren Wolfgang Overath, Karl-Heinz Schnellinger, Willi Schulz und als bester Torhüter Hans Tilkowski. Zu den besten Vereinen zählten der Hamburger SV, der 1. FC Köln und der FC Bayern München. Ab 1966 erfolgten einige Änderungen bei den Positionskategorien, als wichtigste sei die Zusammenführung der Positionen Außenläufer und Halbstürmer zum Mittelfeldspieler genannt. Das Jahr 1966 war mit insgesamt 14 Weltklasse-Einstufungen (in zwei Halbjahres-Ranglisten) eines der besten in der Geschichte der Rangliste; Gründe dafür waren sicher das Erreichen des WM-Finales 1966, aber auch der Europapokalsieg von Borussia Dortmund und die starke Saison des Aufsteigers FC Bayern München (DFB-Pokalsieg und Platz 3).
Das Jahr 1970 mit insgesamt 15 Weltklassespielern sticht in der Historie der Rangliste als besonders erfolgreich heraus, allerdings wurde die starke WM 1970 doppelt bewertet; entgegen der üblichen Vorgehensweise galt die Rangliste am Jahresende für das gesamte Jahr, obwohl es im Sommer bereits eine Rangliste für das erste Halbjahr 1970 gegeben hatte, die ebenfalls die Leistungen bei der WM berücksichtigte. Ebenfalls hervorragend war der Zeitraum von 1974 bis 1977 mit jährlich acht Spielern in der Weltklasse. In diese Zeit fielen der WM-Sieg 1974 und die Europapokalerfolge des FC Bayern (1974, 1975, 1976), von Borussia Mönchengladbach (1975) und des Hamburger SV (1977). Ab Dezember 1970 wurden erstmals auch ausländische Spieler, die in der Bundesliga spielten, berücksichtigt. Allerdings wurden sie zunächst noch in einer separaten Kategorie und somit unabhängig von ihrer Position bewertet. Die taktische Neuerung des Liberos machte sich auch in der Rangliste bemerkbar: Ab Sommer 1971 gab es eigene Kategorien für den Libero und den Vorstopper, sie ersetzten vorerst den Innenverteidiger.

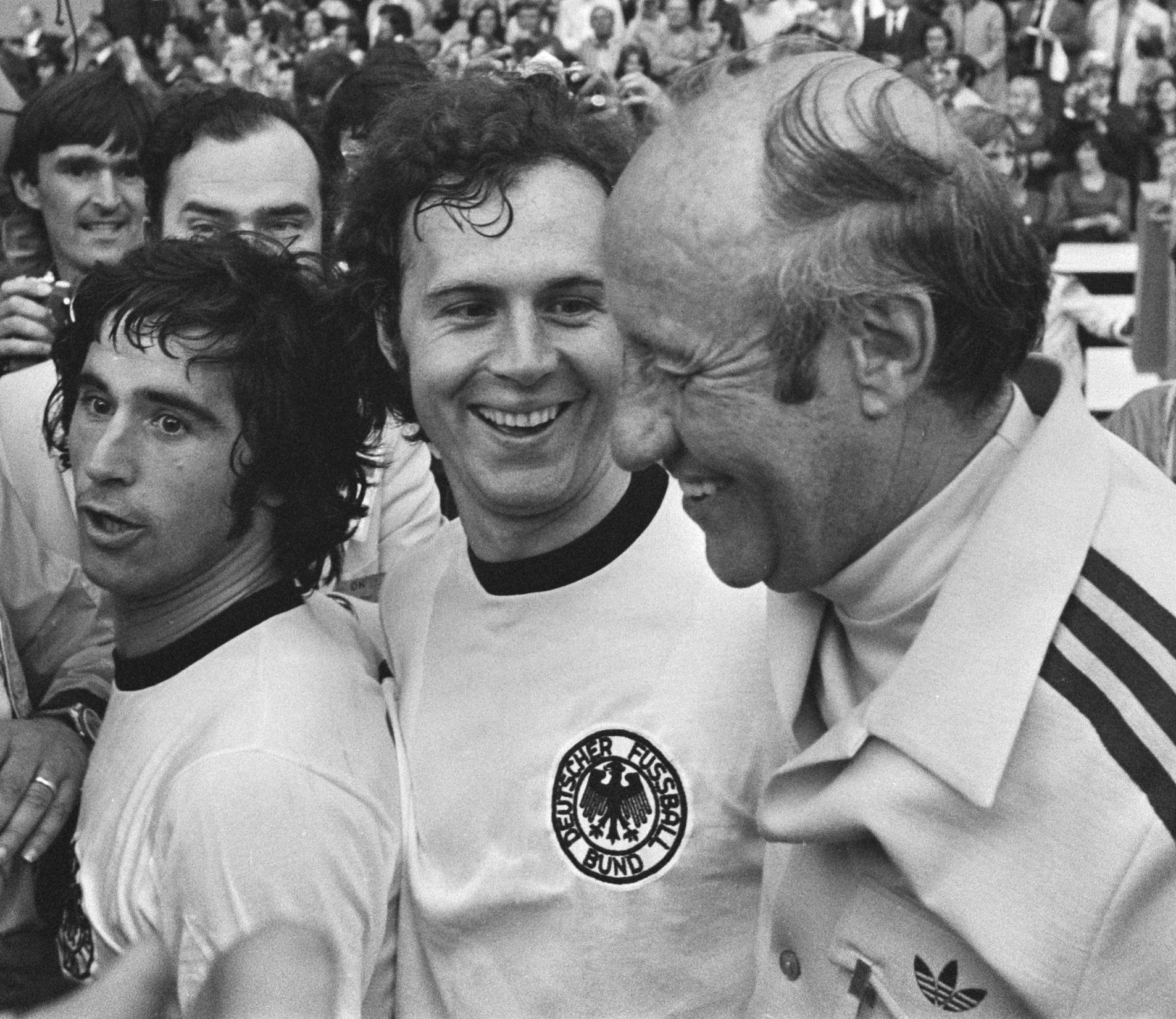
Gerd Müller (links) und Franz Beckenbauer (Mitte) im Jahr 1974

Zu den Top-Spielern der 1970er Jahre gehören naturgemäß die Spieler der Weltmeisterelf 1974 um Franz Beckenbauer (16-mal Weltklasse), Gerd Müller, Berti Vogts und Sepp Maier. Ein Dauerbrenner war Jürgen Grabowski, der 19-mal in der Internationalen Klasse und einmal in der Weltklasse vertreten war. Auch Günter Netzer und die ausländischen Stars Kevin Keegan, Allan Simonsen und Ronnie Hellström waren zu dieser Zeit in der Weltklasse vertreten. Die Mannschaften mit den meisten gelisteten Spielern waren erwartungsgemäß die beiden erfolgreichsten Vereine dieser Dekade: der FC Bayern München und Borussia Mönchengladbach. Aber auch der Hamburger SV und der 1. FC Köln waren häufig mit ihren Spielern in der Rangliste dabei.
Gab es Anfang der 1980er Jahre noch einige Einstufungen in der Weltklasse – beispielsweise 1980 sieben und 1981 neun – so nahm diese Zahl in den nächsten Jahren ab – bis zum Tiefpunkt 1986, in dem kein Spieler in der Bundesliga Weltklasse-Leistungen abrufen konnte. In der Rangliste des Winters 1982/83 wurden die in den Vorjahren eher spärlich besetzten Kategorien Rechtsaußen und Linksaußen zum Außenstürmer zusammengefasst, die oft sehr volle Kategorie Mittelfeldspieler hingegen wurde in defensiv und offensiv aufgeteilt. 1985/86 wurden dann Außen- und Innenstürmer ebenfalls zusammengelegt. Ab 1989 wurden die ausländischen Spieler dann zusammen mit den deutschen Spielern in die Positionskategorien einsortiert und nicht mehr separat behandelt. Top-Spieler dieser Dekade waren Toni Schumacher, Karl-Heinz Rummenigge, Paul Breitner und Karlheinz Förster, dazu auch Hans-Peter Briegel und Lothar Matthäus. Die besten nicht-deutschen Spieler waren der Österreicher Bruno Pezzey und der belgische Torhüter Jean-Marie Pfaff. Erfolgreichste Vereine der 1980er waren neben dem FC Bayern München auch der 1. FC Köln, der Hamburger SV und VfB Stuttgart.
| Jahrzehnt | Weltklasse | Internationale Klasse | Im weiteren Kreis / Nationale Klasse |
| --------- | ---------- | --------------------- | ------------------------------------ |
| 1950er    | 18         | 126                   | 307                                  |
| 1960er    | 55         | 249                   | 496                                  |
| 1970er    | 70         | 388                   | 684                                  |
| 1980er    | 44         | 328                   | 784                                  |
| 1990er    | 54         | 377                   | 954                                  |
| 2000er    | 21         | 278                   | 871                                  |
| 2010er    | 71         | 481                   | 1023                                 |
| 2020er    | 27         | 318                   | 677                                  |
| Gesamt    | 360        | 2545                  | 5796                                 |

Der WM-Sieg 1990 beendete die Flaute an Weltklasse-Leistungen der Vorjahre, und auch in den Jahren 1996 und 1997 gab es beim Sieg der Nationalmannschaft bei der EM 1996 und den Europapokalsiegen von Bayern München, Schalke 04 und Borussia Dortmund gleich reihenweise großartige Leistungen von deutschen Spielern. Natürlich gehörten zu den besten Spieler des Jahrzehnts daher auch die Welt- bzw. Europameister Klinsmann, Köpke, Kohler und Matthäus sowie Sammer und Häßler. Beste ausländische Spieler der Neunziger waren der Schweizer Stéphane Chapuisat und Rune Bratseth aus Norwegen. Beste Vereine waren neben den deutschen Top-Klubs FC Bayern München und Borussia Dortmund vor allem die italienischen Vereine aus Mailand, Rom und Turin.
In der Rangliste Ende 1990 wurde aufgrund ebendieser wachsenden Zahl der Legionäre aus der Weltmeisterelf 1990 eine zusätzliche Kategorie für Deutsche im Ausland eingeführt, die auch die Leistungen der im Ausland spielenden deutschen Spieler bewerten sollte. Hinzu kam ebenfalls die neue Position des Manndeckers. 1992 gab es dann eine weitere Unterscheidung der Mittelfeldspieler in außen, zentral defensiv und zentral offensiv. 1998 war die Zeit des Manndeckers dann schon wieder vorbei, es wurde der allgemeinere Begriff Verteidiger verwendet.
Mit dem Karriereende von Lothar Matthäus im Jahr 2000 kam ein Jahr später auch das Ende des Liberos in der Rangliste des deutschen Fußballs. Im moderneren 4-4-2-System wurde stattdessen mit Innen- und Außenverteidigern gespielt, auch diese taktische Entwicklung spiegelte sich in der Rangliste wider. Seit 2001 gilt somit die Positionsaufteilung in Torhüter, Innenverteidiger, Außenbahn defensiv und offensiv, Mittelfeld defensiv und offensiv, Stürmer sowie Deutsche im Ausland.
Trotz Bayerns CL-Sieg 2001 und dem zweiten Platz der Nationalelf bei der WM 2002 boten die 2000er Jahre kaum Erfolge, die den kicker dazu veranlassen konnten, die Kategorie Weltklasse übermäßig zu befüllen; nur 21-mal in zwanzig Ranglisten. Lediglich Oliver Kahn und Michael Ballack sowie der Brasilianer Lúcio tauchten gelegentlich im oberen Bereich der Rangliste auf. Zwischen 2002 und 2005 gab es gar sechs Ranglisten in Folge ohne einen einzigen Weltklasse-Spieler. Ausnahmen boten in der Folgezeit höchstens die erfolgreiche WM 2006 und der Franzose Franck Ribéry in Diensten des FC Bayern München. Die meisten erfolgreich bewerteten Spieler in der Rangliste hatten in diesem Jahrzehnt neben dem FC Bayern vor allem Bayer 04 Leverkusen und Werder Bremen, auch Borussia Dortmund und der FC Schalke 04 tauchten häufig in der Rangliste auf.

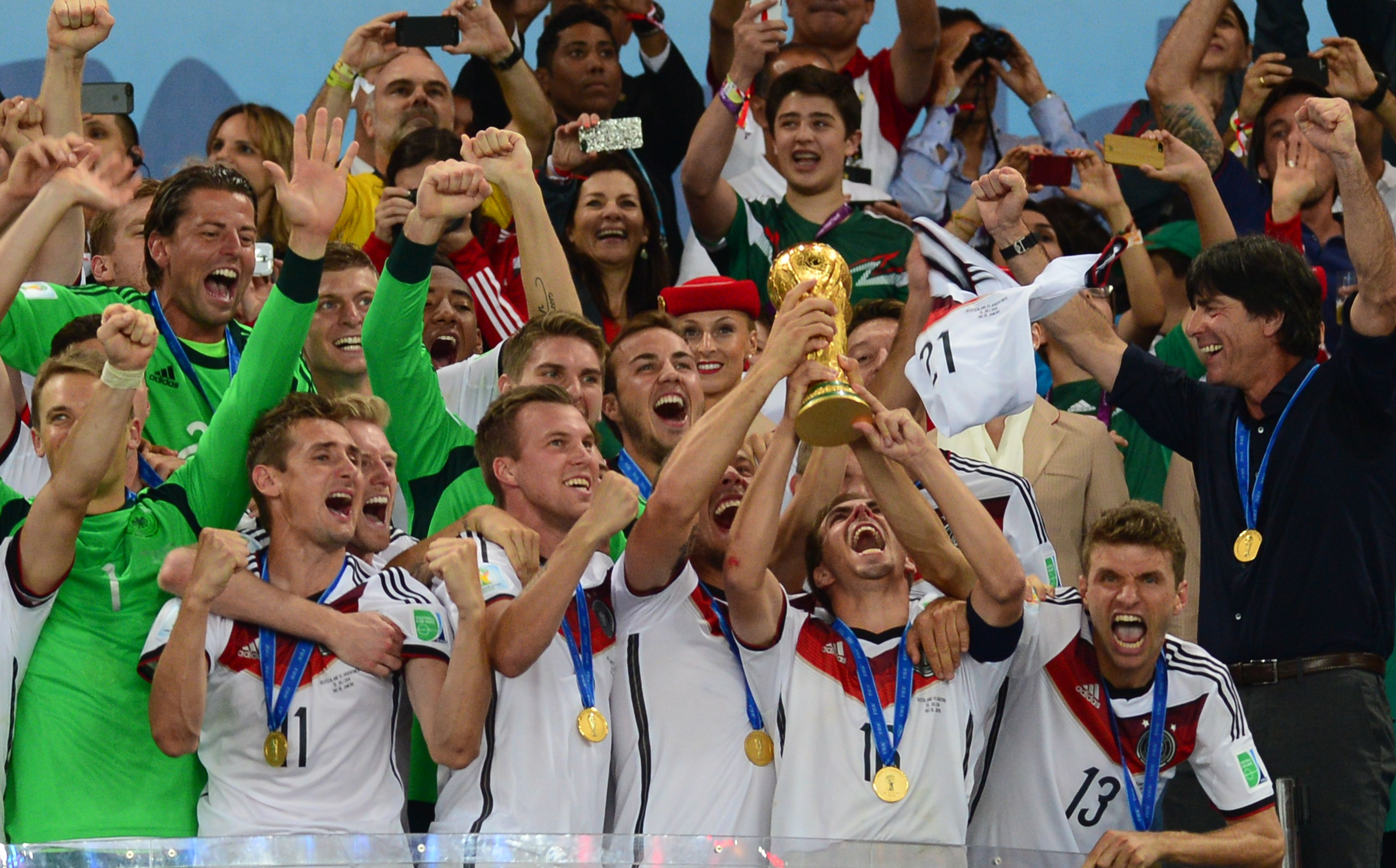
WM-Sieg 2014 mit u. a. Neuer, Lahm und Müller

Die Champions-League-Finalteilnahmen 2010 und 2012 des FC Bayern sowie die überzeugenden Bundesliga-Auftritte von Borussia Dortmund in den Jahren 2011 und 2012 ließen die Zahl der Weltklasse-Leistungen in der Bundesliga wieder ansteigen. Das Jahr 2013 mit dem Triple der Bayern und dem deutsch-deutschen Champions-League-Finale führte dann zu insgesamt 13 Bewertungen in der höchsten Klasse und wurde nur noch durch das Jahr 2014 mit dem deutschen WM-Titel überboten. Folgerichtig spielten die erfolgreichsten Spieler auch im Dress der beiden besten Vereine dieser Dekade: Bayern München und Borussia Dortmund. Vor allem die Bayern-Spieler Neuer, Lahm, Schweinsteiger, Müller und Boateng sowie der Niederländer Arjen Robben und der Franzose Franck Ribéry waren häufig in der höchsten Kategorie vertreten. Dazu kamen die Dortmunder Reus, Aubameyang, Gündoğan und Kagawa sowie Hummels, Lewandowski und Götze, die in diesem Zeitraum für beide Vereine aufliefen. Insbesondere bei den spanischen Spitzenvereinen Real Madrid (Kroos, Khedira, Özil) und FC Barcelona (ter Stegen) lieferten einige deutsche Nationalspieler in diesem Jahrzehnt Spitzenleistungen. Auch Spieler des VfL Wolfsburg, von Schalke 04 und Bayer 04 Leverkusen waren ein regelmäßiger Teil der Rangliste.
Die 2020er-Jahre begannen mit dem erneuten Triple des FC Bayern, gleich sechs Spieler wurden in der Weltklasse gelistet. Im Januar 2021 gab es Änderungen bei der Vergabe der Rangliste: Die Kategorie Blickfeld wurde gestrichen und die Kategorie Im weiteren Kreis umbenannt in Nationale Klasse. Zu den Spielern, die in diesem Jahrzehnt am häufigsten in der Weltklasse und Internationalen Klasse genannt wurden, gehören Neuer, Lewandowski, Kimmich und Kane vom FC Bayern. Daneben waren in diesem Jahrzehnt vor allem Spieler von Borussia Dortmund (z. B. Haaland), Bayer 04 Leverkusen (z. B. Wirtz), aber auch RB Leipzig und Eintracht Frankfurt in den obersten Kategorien der Rangliste zu finden. Auch bei den internationalen Topclubs in Spanien (Real Madrid, FC Barcelona) und England (Manchester City, FC Chelsea) waren mehrere deutsche Spieler im Einsatz.

### Chronik der Rangliste
Übersicht über alle Ranglisten von 1955 bis heute aufgeteilt nach Jahrzehnten. Die Chronik enthält alle Spieler der Kategorien Weltklasse, Internationale Klasse und Im weiteren Kreis bzw. Nationale Klasse.

## Aktuelle Rangliste

### Sommer 2025
Veröffentlicht in den kicker-Ausgaben vom 16. Juni 2025 (50/2025), vom 19. Juni 2025 (51/2025) und vom 23. Juni 2025 (52/2025). Die Rangliste bewertet das erste Halbjahr 2025.
| Position            | Weltklasse | Internationale Klasse | Nationale Klasse |
| ------------------- | ---------- | --- | --- |
| Torhüter            | –          | Péter Gulácsi (RB Leipzig) Gregor Kobel (Borussia Dortmund) Nikola Vasilj (FC St. Pauli)                                                                                      | Manuel Neuer (FC Bayern München) Finn Dahmen (FC Augsburg) Robin Zentner (1. FSV Mainz 05) Noah Atubolu (SC Freiburg) Alexander Nübel (VfB Stuttgart) Frederik Rønnow (1. FC Union Berlin) |
| Innenverteidiger    | –          | Nico Schlotterbeck (Borussia Dortmund) Jonathan Tah (Bayer 04 Leverkusen) Robin Koch (Eintracht Frankfurt) Matthias Ginter (SC Freiburg) Piero Hincapié (Bayer 04 Leverkusen) | Marco Friedl (Werder Bremen) Dayot Upamecano (FC Bayern München) Eric Dier (FC Bayern München) Chrislain Matsima (FC Augsburg) Arthur Theate (Eintracht Frankfurt) Jeff Chabot (VfB Stuttgart) Emre Can (Borussia Dortmund) Jeffrey Gouweleeuw (FC Augsburg) Patrick Mainka (1. FC Heidenheim) Denis Vavro (VfL Wolfsburg) Willi Orban (RB Leipzig) Cédric Zesiger (FC Augsburg) Waldemar Anton (Borussia Dortmund) Dominik Kohr (1. FSV Mainz 05) |
| Außenbahn defensiv  | –          | – | Daniel Svensson (Borussia Dortmund) Rasmus Kristensen (Eintracht Frankfurt) Alphonso Davies (FC Bayern München) Frans Krätzig (1. FC Heidenheim) Anthony Caci (1. FSV Mainz 05) David Raum (RB Leipzig) Maximilian Mittelstädt (VfB Stuttgart) Konrad Laimer (FC Bayern München) Mitchell Weiser (Werder Bremen) Ramy Bensebaini (Borussia Dortmund) Dimitrios Giannoulis (FC Augsburg)                                                            |
| Mittelfeld defensiv | –          | Joshua Kimmich (FC Bayern München) Angelo Stiller (VfB Stuttgart) Kaishū Sano (1. FSV Mainz 05) Nadiem Amiri (1. FSV Mainz 05)                                                | Leon Goretzka (FC Bayern München) Pascal Groß (Borussia Dortmund) Exequiel Palacios (Bayer 04 Leverkusen) Anton Stach (TSG 1899 Hoffenheim) Patrick Osterhage (SC Freiburg) Granit Xhaka (Bayer 04 Leverkusen) |
| Mittelfeld offensiv | –          | Florian Wirtz (Bayer 04 Leverkusen) | Paul Nebel (1. FSV Mainz 05) Deniz Undav (VfB Stuttgart) Mario Götze (Eintracht Frankfurt) Jamal Musiala (FC Bayern München) Romano Schmid (Werder Bremen) Steven Skrzybski (Holstein Kiel) Lee Jae-sung (1. FSV Mainz 05) Xavi Simons (RB Leipzig) Andrej Kramarić (TSG 1899 Hoffenheim) Patrick Wimmer (VfL Wolfsburg) Maximilian Beier (Borussia Dortmund)                                                                                      |
| Außenbahn offensiv  | –          | Michael Olise (FC Bayern München) Ritsu Dōan (SC Freiburg) | Jeremie Frimpong (Bayer 04 Leverkusen) Leroy Sané (FC Bayern München) Mohamed Amoura (VfL Wolfsburg) Karim Adeyemi (Borussia Dortmund) Vincenzo Grifo (SC Freiburg) |
| Stürmer             | –          | Serhou Guirassy (Borussia Dortmund) Harry Kane (FC Bayern München) Nick Woltemade (VfB Stuttgart) Hugo Ekitiké (Eintracht Frankfurt) Patrik Schick (Bayer 04 Leverkusen)      | Jonathan Burkardt (1. FSV Mainz 05) Ermedin Demirović (VfB Stuttgart) Adam Hložek (TSG 1899 Hoffenheim) Tim Kleindienst (Borussia Mönchengladbach) Benjamin Šeško (RB Leipzig) Benedict Hollerbach (1. FC Union Berlin) |
| Deutsche im Ausland | –          | Yann Aurel Bisseck (Inter Mailand) Antonio Rüdiger (Real Madrid) Thilo Kehrer (AS Monaco) Robin Gosens (AC Florenz)                                                           | Bernd Leno (FC Fulham) Vitaly Janelt (FC Brentford) İlkay Gündoğan (Manchester City) Kevin Schade (FC Brentford) Mittelklasse – Herausragend: Svend Brodersen (Fagiano Okayama) Nicolas Kühn (Celtic Glasgow) |

## Kritik und Rezeption
Jede Ausgabe der Rangliste erfährt überregionale Rezeption und Verbreitung durch andere Medien. Auch die Bundesligaklubs vermelden die Ergebnisse ihrer eigenen Spieler teilweise auf der Vereins-Homepage.
Die Rangliste gilt als „berüchtigt“ und sorgt regelmäßig für Diskussionen unter Fans und Experten. Dennoch gilt sie in der Fachwelt (und offenbar auch unter den Spielern) als „wichtiger Maßstab“. Insbesondere die Einstufung oder das Fehlen einzelner Spieler führt regelmäßig zu teils harter Kritik und Diskussionen unter den Fans.
In Leserbriefen, Internetforen und Blogeinträgen äußern sie ihren Unmut oder auch ihre Zustimmung zu bestimmten Entscheidungen. Von Beginn an rief die Rangliste laut kicker ein „starkes Echo“ der Leser – sowohl positiv als auch negativ – hervor.
Der kicker selbst ist sich des Konfliktpotentials seit der ersten Ausgabe bewusst und betont stets, dass die Rangliste zwar lediglich als eine Meinung anzusehen sei, aber dennoch nach möglichst objektiven Kriterien und frei von persönlichen oder lokalpatriotischen Einflüssen geurteilt wird. Dennoch gibt die Zeitschrift als eines der Ziele der Rangliste auch den Wunsch nach genau dieser kritischen Betrachtung und Diskussion an; so schrieb Chefredakteur Friedebert Becker in der Ausgabe der ersten Rangliste vom 2. Januar 1956: „Je mehr Diskussion und Meinungsstreit die Liste entfachen wird, desto eher erfüllt diese KICKER-Rangliste ihren eigentlichen Zweck: die Gespräche des Fußballvolks zu beleben.“
Im Laufe der Zeit wurden die Begründungen der Redaktion, warum welcher Spieler in welcher Kategorie und an welcher Position steht oder gar ganz fehlt, ausführlicher, um die Auswahl nachvollziehbarer zu machen. Während zu Beginn nur ein kurzer Abschnitt die Rangliste kommentierte, wurden ab den 1970ern kurze Artikel zu den einzelnen Positionskategorien geschrieben; heute werden sogar kleinere und größere Texte über einzelne Spieler verfasst. Seit Mitte der 1980er gibt der kicker zu jeder Positionskategorie einem Experten – in der Regel ein ehemaliger Spieler, der auf der entsprechenden Position aktiv war – die Gelegenheit, seine Meinung zu der jeweiligen Rangliste zu äußern. Die Bandbreite der Bewertungen reicht dabei von Zustimmung und dem Wunsch nach kleineren Änderungen bis hin zu scharfer Kritik. So kommentierte Sepp Maier eine Rangliste mit den Worten: „Die Einstufung von Raimond Aumann ist ein schlechter Witz. Obwohl – so schlecht ist der Witz gar nicht, denn ich hab’ herzhaft drüber lachen können.“ Auch die Aussagen von Gerd Müller („Ich hätte die Rangliste ganz anders aufgestellt.“), Bernd Cullmann („Da sträubt sich mir doch einiges, da kann ich nicht zustimmen.“) oder noch einmal Maier („Von dieser kicker-Rangliste bin ich richtig enttäuscht.“) sind weitere Beispiele.
Ebenfalls kritisiert werden gelegentlich die Bezeichnungen und die undurchsichtige Unterteilung der Kategorien sowie die „übermäßig kritischen Ansprüche des Kickers“.

## Statistik

### Rekorde

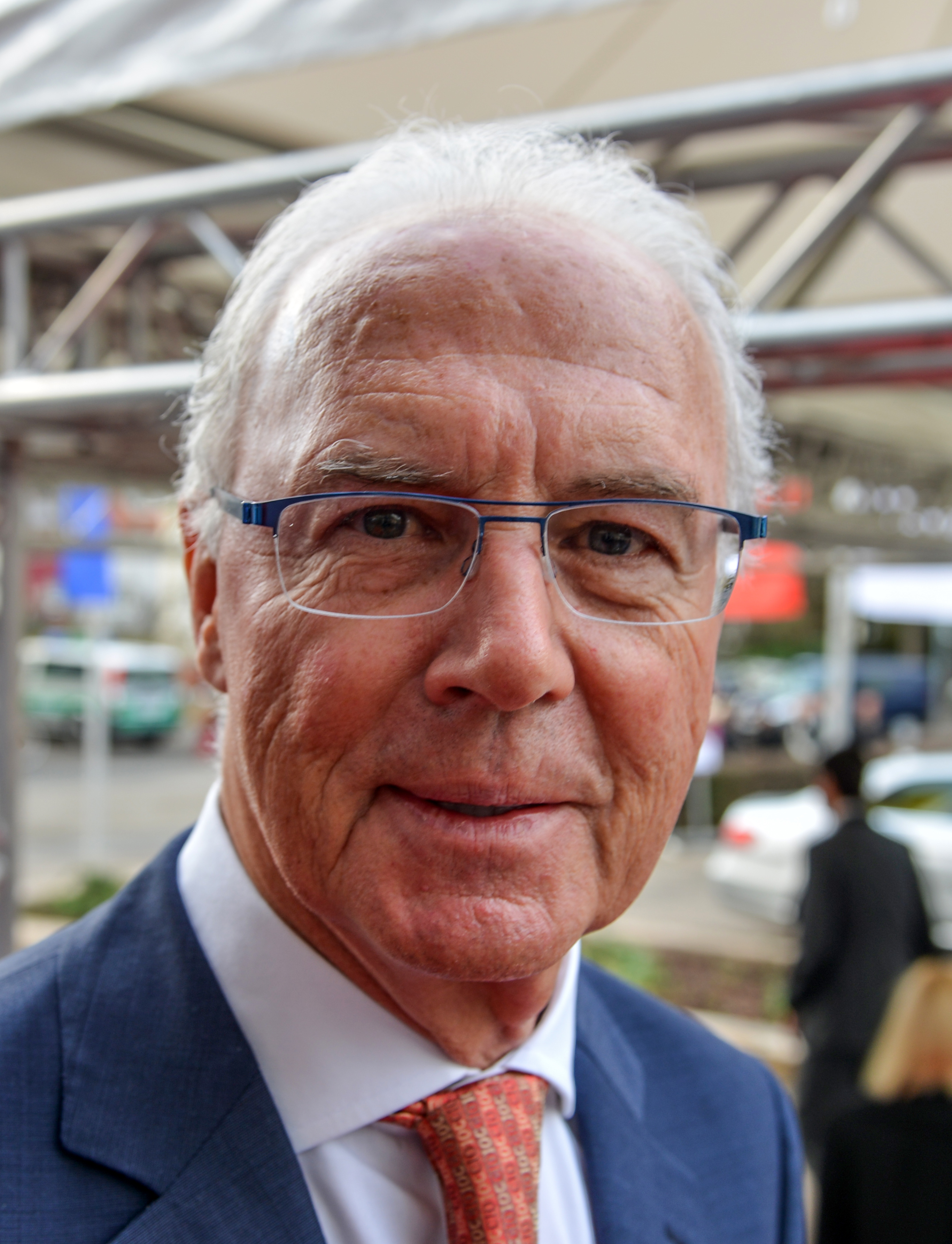
Rekordhalter Franz Beckenbauer

Insgesamt wurden 115 verschiedene Spieler zusammen 357-mal als Weltklasse eingestuft. Rekordhalter ist Franz Beckenbauer, der 27-mal Weltklasse war. Von Sommer 1968 bis Sommer 1973 war Beckenbauer gar elfmal in Folge in der höchsten Klasse eingeordnet. Begünstigt wurde seine Bestmarke durch den Umstand, dass bis 1970 auch mehrfache Einstufungen eines Spielers auf verschiedenen Positionen möglich war. Beckenbauer war fünfmal gleichzeitig auf zwei Positionen gelistet. Auf den Plätzen zwei und drei folgen Uwe Seeler mit 14 und Manuel Neuer mit zwölf Nominierungen in der Weltklasse. Letzterer ist damit auch erfolgreichster noch aktiver Spieler. Bester ausländischer Spieler ist Robert Lewandowski, er war zehnmal in der Weltklasse. Die meisten Einstufungen in der Internationalen Klasse kann Sepp Maier (21) vorweisen, auf ihn folgen Lothar Matthäus und Uli Stein (je 20).
Spieler des FC Bayern München waren 143-mal in der Weltklasse, es folgen der 1. FC Köln (34) und der Hamburger SV (29). 22 deutsche und 14 ausländische Vereine hatten bisher einen Weltklasse-Spieler in ihren Reihen. Der FC Bayern führt auch die Rangliste der meisten Einstufungen in der Internationalen Klasse und in der Nationalen Klasse an.
| Platz | Name                    | Anzahl |
| ----- | ----------------------- | ------ |
| 1.    | Franz Beckenbauer       | 27     |
| 2.    | Uwe Seeler              | 14     |
| 3.    | Manuel Neuer            | 12     |
| 4.    | Berti Vogts             | 11     |
| 5.    | Robert Lewandowski      | 10     |
| 6.    | Gerd Müller             | 9      |
|       | Toni Schumacher         | 9      |
| 8.    | Oliver Kahn             | 8      |
|       | Wolfgang Overath        | 8      |
|       | Arjen Robben            | 8      |
|       | Karl-Heinz Rummenigge   | 8      |
|       | Karl-Heinz Schnellinger | 8      |

| Platz | Verein                   | Anzahl |
| ----- | ------------------------ | ------ |
| 1.    | FC Bayern München        | 143    |
| 2.    | 1. FC Köln               | 34     |
| 3.    | Hamburger SV             | 29     |
| 4.    | Borussia Dortmund        | 28     |
| 5.    | Borussia Mönchengladbach | 21     |
| 6.    | Bayer 04 Leverkusen      | 9      |
|       | Eintracht Frankfurt      | 9      |
| 8.    | VfB Stuttgart            | 8      |
|       | Werder Bremen            | 8      |
| 10.   | 1. FC Kaiserslautern     | 5      |
|       | VfL Wolfsburg            | 5      |

### Zeitleiste der Positionskategorien
Die folgende Tabelle zeigt eine Übersicht über die Veränderungen der einzelnen Positionskategorien im Laufe der Zeit.